# Șlapan, Liubeșiv
Șlapan (în ucraineană Шлапань) este un sat în comuna Dolsk din raionul Liubeșiv, regiunea Volînia, Ucraina.

## Demografie
Componența lingvistică a localității Șlapan
     Ucraineană (100%)
Conform recensământului din 2001, toată populația localității Șlapan era vorbitoare de ucraineană (100%).